# Dearborn Heights
Dearborn Heights è una città degli Stati Uniti d'America, nella contea di Wayne, nello Stato del Michigan. Si trova nell'area metropolitana di Detroit.